# Dolné Zelenice
Dolné Zelenice (hongrois : Alsózélle) est un village de Slovaquie situé dans la région de Trnava.

## Histoire
La première mention écrite du village date de 1244.

## Démographie

### Évolution de la population
| Année:               | 1994. | 2004.   | 2014.    | 2024.   |
| -------------------- | ----- | ------- | -------- | ------- |
| Nombre de personnes: | 529   | 534     | 593      | 611     |
| Différence:          |       | +0,94 % | +11,04 % | +3,03 % |

| Année:               | 2023. | 2024.   |
| -------------------- | ----- | ------- |
| Nombre de personnes: | 605   | 611     |
| Différence:          |       | +0,99 % |